# 銃士
銃士(じゅうし)は、近代初期に存在したマスケット銃で武装した歩兵（フランスにおいては騎兵も兼ねる）。ヨーロッパの近代的な軍隊では特に重要な役割を果たした。

## スペイン

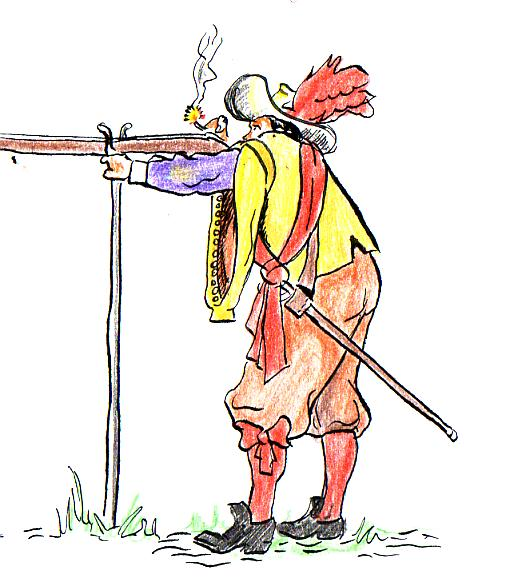
テルシオの銃士 c. 1650

スペインの軍隊で、テルシオ（しばしば外国ではスペインの四角形、とも称される）は、パイクをもった3000を上限とする歩兵と銃士により構成されていた。近距離での能力をもつパイク兵と遠距離から射撃可能な銃士により、この時代にはほぼ無敵の強さを発揮した。実際の所、これは機能においてゆるやかなファランクスとして現れたが、より柔軟で痛烈であった。テルシオにおいて騎乗する銃士は初期の火縄銃の時代から発展し、1525年のパヴィアの戦いでフランスを打ち破り、王を捕虜にしたことで高い評価を受けている。

## ロシア

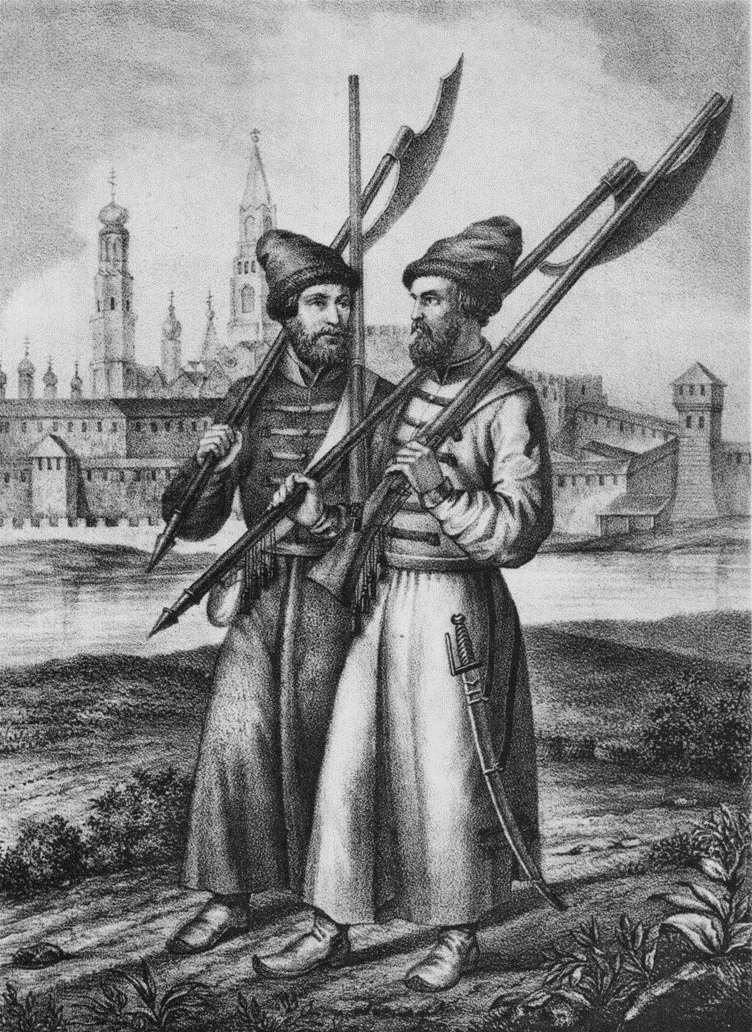
1674年のストレリツィ

ロシアの近衛兵・ストレリツィ（狙撃兵shooter、しばしばマスケット銃兵musketeer、と訳されるが、正確に火縄銃兵harquebusierとも）が16世紀から18世紀の初期まで銃で武装していた。これが、ストレリツィ軍隊として知られている。
ストレリツィが最初に編成されたのはイヴァン4世の治世下で、1545年から1550年に組織され火縄銃で武装していた。1552年にカザンの包囲戦で最初の実戦を経験している。この期間の兵役はのちに受け継がれることになった。
モスクワの政府は慢性的な財政難であったため、しばしば給与を支払うことができていなかった。そのため、1550年代には1年で4ルーブルの支払いを受けるかたわら、収入を補うために耕作するか商取引をすることが許されていた。
17世紀後半において、モスクワのストレリツィは権力闘争に参加しはじめる。反体制派を支持し、外国の革新派に対し敵意を示すこともあった。
1689年にソフィア・アレクセーエヴナが失脚した後、ピョートル1世の治世では、段階的にストレリツィの軍が制約され、政治的影響力が弱くなった。
この措置にもかかわらず、ピョートル1世がヨーロッパの大使館にいる間、ストレリツィは反乱を起し、その結果として1689年に正式に廃止された。しかし、ナルヴァの戦いでの敗戦を受け、政府はストレリツィの解散を中止した。
徐々に、中央のストレリツィは常備軍に組み入れられ、同時に地方にいたストレリツィの解体も進められた。ストレリツィの解散は1720年代に終了したが、いくつかの地方の都市においては18世紀後半までストレリツィが残存していた。
ツァーリの近衛兵だったストレリツィは皇居警備隊などにとって代わられたのである。

## フランス

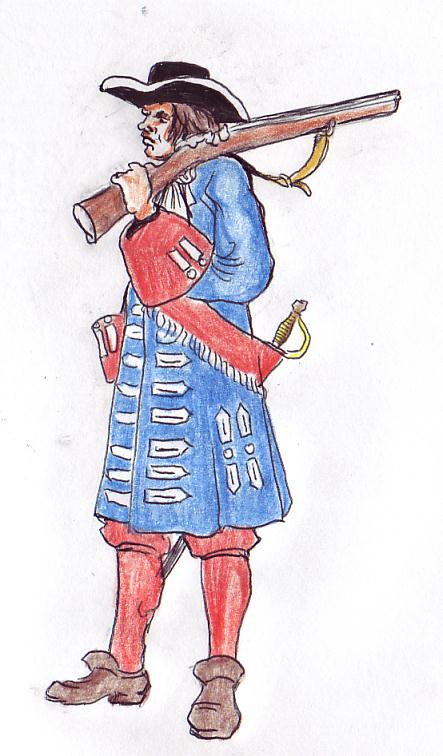
1672年ごろのフランス銃士

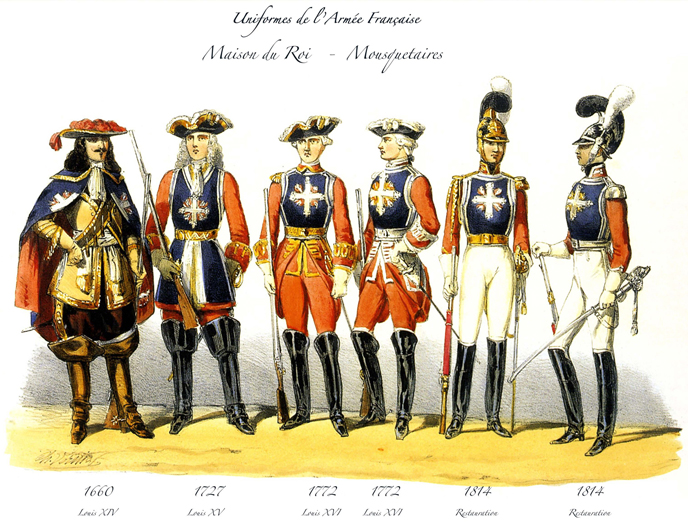
フランスの銃士、制服（1660〜1814年）

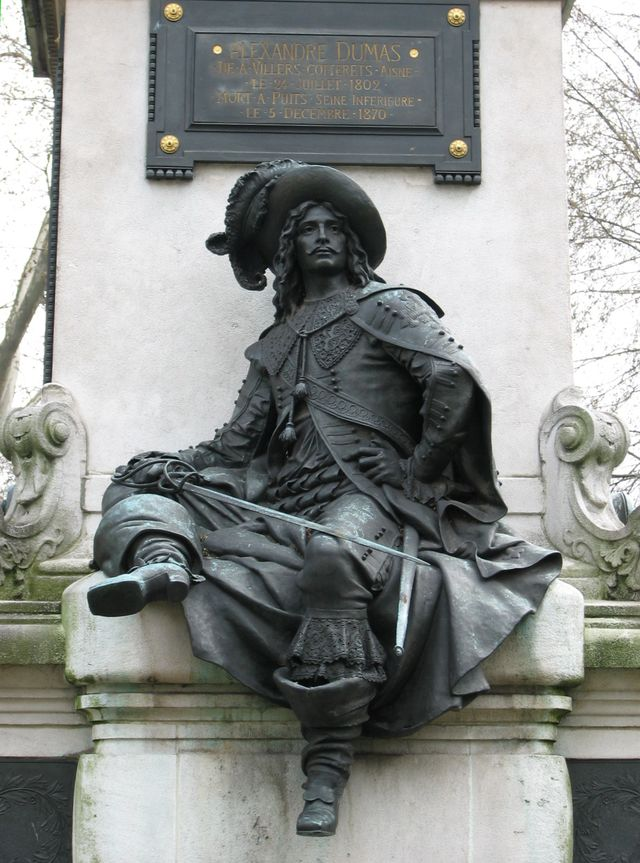
パリでダルタニャンの像

護衛銃士隊は、年少者で構成されたフランス王室に仕える軍隊の部門であった。その始まりは、アンリ4世が編成した軽騎兵（light cavalry）に対し、1622年、ルイ13世がマスケット銃を装備させたときのことである。銃士は歩兵として徒歩で、また竜騎兵として馬に乗って戦った。年少者による銃士隊は近衛兵でありながら、銃士隊は王家の人々と近しい関係にはなかった。伝統的に護衛の義務は護衛隊か、スイス傭兵のものであった。銃士隊は年少者のあつまりであることから、下級貴族、また名門貴族でも長男達がより上級の部隊に入隊している場合、そこの次男以下がよく入隊していたためである。やがて銃士隊は荒々しい者、闘志をもつ者にとって唯一社会的地位やキャリアを得るための手段として、他の竜騎兵より有利であるとの評価がされるようになった。
士気が高く、意欲的な態度から王の好意を受けることになり、宮廷とパリで長期的な人気を得るようになった。結成からしばらくたち、リシュリュー枢機卿は自分用の護衛隊を創設した。国王の自意識を刺激しないように、リシュリューは国王の護衛隊に似た名称をつけなかった。だが、これは双方の銃士隊の間で競争の始まりとなった。リシュリューの死後、1642年、リシュリューの銃士隊は次ぎの枢機卿であるマザランに引き継がれた。1661年、マザランが死ぬと、枢機卿の銃士隊は国王の銃士隊とともにルイ14世のものとなった。その結果、2つの銃士隊として再結成されることになった。国王の銃士隊は第一銃士隊となり、彼らの乗る馬の色から灰色銃士隊（mousquetaires gris）として呼ばれることとなった。一方で、枢機卿の銃士隊だった部隊は第二銃士隊、あるいは黒い馬に乗っていたことから黒色銃士隊（mousquetaires noir）として知られるようになった。
銃士隊はアンシャン・レジームの軍制において最も有名な部隊であった。この有名さは、下級階層にとって必要な入り口だった。年配の護衛隊は実質的に一部の富裕な貴族、あるいはフランスの大部分をしめたあまり裕福でない貴族のみが入隊できるものであり、銃士隊への入隊が王室の騎兵部隊に参加し、国王の目を引く唯一の方法であった。
1776年には、財政上の理由によりルイ16世により銃士隊は解体されている。1789年には再び編成されるが、またすぐに解散された。その後、フランス復古王政期の1814年7月6日に再編されるものの、1816年1月1日、決定的に解散された。
その数十年後の1844年、銃士隊とリシュリュー護衛隊を登場させた小説『三銃士』がル・シェークルにおいて連載が開始された。この物語の著者、アレクサンドル・デュマ・ペールはクールティル・ド・サンドラスの執筆した『ダルタニャン氏の回想録』を土台にして物語を作成している。

## イギリス

マスケット銃で武装するイギリス兵士、1742

大英帝国の象徴ともいえる「レッドコート」は英国軍の主要な部隊であり、世界最大の帝国の作成に尽力した。当初はイギリス兵のみが赤いコートを着ていたのだが、イギリス東インド会社により採用され、インドにおいてセポイにも与えられた。上着の縁飾りについては連隊ごとにさまざまな色が採用された。英国兵は歴史上、もっとも完全に訓練された銃士であり、植民地時代において実弾で訓練を受ける唯一の軍隊であった。このレッドコートは0.75口径のマスケット銃を装備していたのだが、訓練された英国兵は1分に4度の発砲を可能としていた。ちなみに、平均的なフランスの徴収兵は1分に2度の発砲しかできなかった。英国兵が密集し、このように素早く発砲することで、数において勝る敵軍の撃破が可能となったのである。